# Fjällarv
Fjällarv (Cerastium alpinum) är en ört i familjen nejlikväxter. Fjällarv förekommer, som dess artepitet alpinum antyder, främst i fjälltrakter. Den blir omkring 15 centimeter hög och har för att höra till arvsläktet jämförelsevis stora, vita blommor.

## Utbredning
Fjällarvens utbredningsområde omfattar Skandinaviska fjällkedjan och norra Ryssland, vissa europeiska bergstrakter som Pyrenéerna, Alperna och Karpaterna, samt Island, Grönland, Jan Mayen och Novaja Zemlja och nordliga, arktiska delar av Kanada. Arten förekommer även i små isolerade populationer i skogslandskapet i både Sverige och Finland. Fjällarv förekommer där på serpentinjordar (se artikel om Serpentinsten) som innehåller höga halter av järn, magnesium samt tungmetaller så som nickel, krom och kobolt. Serpentinpopulationerna av fjällarv i skogslandskapet är ett slags relikter av den tidiga invandringen av växter efter den senaste istidien. Med tiden har skogar brett ut sig och konkurrerat ut de tidigare kolonisatörerna. Men på serpentinjordarna kan de flesta växter inte överleva. Fjällarven har utvecklat tolerans mot serpentinjordens extrema metallhalter vid upprepade tillfällen. I en studie av artens postglaciala invandringshistoria framkom resultat som stödjer en hypotes om två invandringsvägar - en östlig och en västlig. I både öst och väst har fjällarven lyckats anpassa sig till serpentinjordar. Ett exempel på parallell evolution.

## Underarter
Fjällarv förekommer som flera andra örter i arvsläktet i både mer kal och mer hårig form. Förutom nominatformen vanlig fjällarv (spp. alpinum) brukar även ullig fjällarv (spp. lanatum) och kal fjällarv (spp. glabratum) urskiljas som egna underarter.